# Saggio di Angeli e Rimini
In chimica analitica classica e chimica organica il saggio di Angeli e Rimini o reazione di Angeli e Rimini è un saggio chimico per l'identificazione di un composto organico incognito come acido carbossilico.

## Procedimento
Si tratta il composto incognito con un eccesso di SOCl2 e si riscalda a bagnomaria all'ebollizione per 4-5 min (si forma il cloruro acilico molto reattivo). Si aggiunge etanolo e si scalda per 1 min (avviene esterificazione). Si raffredda e si aggiunge NH2OH•HCl in 1 ml di H2O distillata e si alcalinizza con NaOH per spostare l'idrossilammina dal cloridrato.
Si riscalda brevemente e poi si lascia raffreddare (formazione dell'acido idrossammico), si acidifica con HCl, per evitare la precipitazione di Fe(OH)3, e si aggiungono 2-3 gocce di soluzione di FeCl3.
Se si forma un precipitato rosso (idrossammato ferrico) il saggio è positivo: il composto incognito è un acido carbossilico.